# アルサイド (戦列艦・2代)
|          | |
| 艦歴     | |
| 発注:    | 1774年8月21日 |
| 建造:    | デットフォード工廠                                                                                                   |
| 進水:    | 1779年7月30日 |
| その後:  | 1817年解体 |
| 性能諸元 | |
| クラス:  | アルビオン級戦列艦                                                                                                   |
| 全長:    | 砲列甲板：168ft（51.2m） 竜骨：139ft ¾in（42.4m）                                                                    |
| 喫水:    | 18ft 10in（5.7 m）                                                                                                   |
| 機関:    | 帆走（3本マストシップ）                                                                                              |
| 兵装:    | 74門： 下砲列：32ポンド(15kg)砲28門 上砲列：18ポンド(8kg)砲28門 後甲板：9ポンド(4kg)砲14門 船首楼：9ポンド(4kg)砲4門 |

アルサイド（HMS Alcide）はトーマス・スレード設計のアルビオン級74門3等戦列艦。1779年7月30日にデットフォード工廠で進水した。